# 31519 Mimamarquez
31519 Mimamarquez è un asteroide della fascia principale. Scoperto nel 1999, presenta un'orbita caratterizzata da un semiasse maggiore pari a 2,2878939 au e da un'eccentricità di 0,0583042, inclinata di 6,57071° rispetto all'eclittica.
L'asteroide è dedicato alla studentessa statunitense Michelle Marie Marquez.